# Versuchs- und Lehranstalt für Brauerei

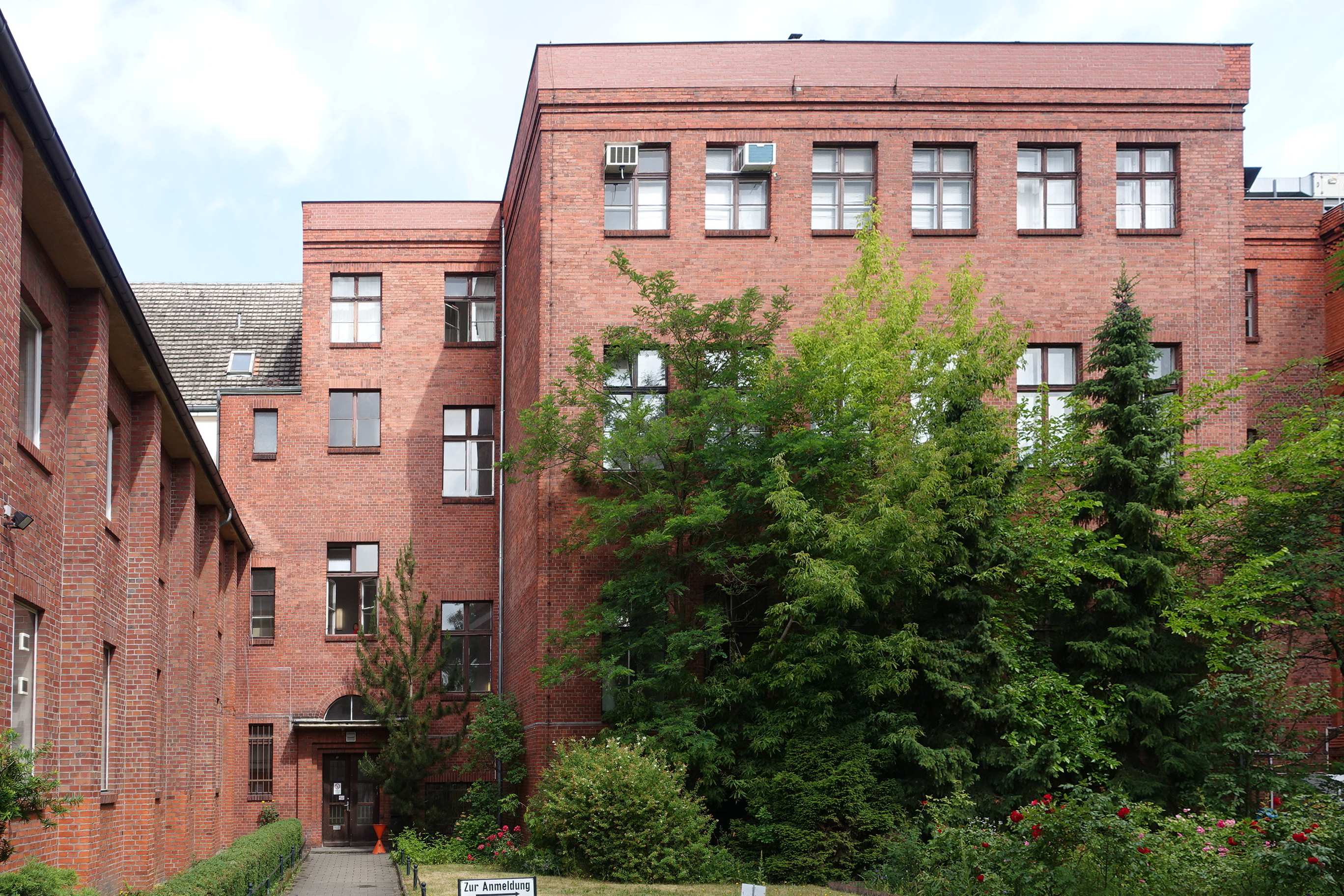
Ehemaliges Institutsgebäude des Instituts für Gärungsgewerbe; seit 2018: TU Berlin

Der Versuchs- und Lehranstalt für Brauerei e. V. (VLB) ist eine Versuchsanstalt und Forschungseinrichtung der Brau-, Malz- und Getränkeindustrie im Berliner Ortsteil Wedding. Die Rechtsform ist seit dem 16. Dezember 2004 ein eingetragener Verein. Er ist unter anderem Gründungsmitglied der Mitteleuropäischen Brautechnischen Analysenkommission und der Zuse-Gemeinschaft sowie seit 2002 alleiniger Träger des Instituts für Gärungsgewerbe und Biotechnologie.
Die Lehranstalt forscht zur Fortentwicklung des Brauwesens, bildet Brauer aus und fort und bietet der Industrie verschiedene technische Dienstleistungen. Unter anderem bietet die TU Berlin (TUB) in Zusammenarbeit mit der VLB einen Bachelor- und Masterstudiengang in der Brauerei- und Getränketechnologie an. International bekannt ist der sechsmonatige Kurs der VLB zum Certified Brewmaster, an dem regelmäßig Kursanten aus mehreren Kontinenten teilnehmen. Sie ist seit dem Ende des 19. Jahrhunderts an ihrem jetzigen Standort. Der Campus Seestraße weist zahlreiche denkmalgeschützte Gebäude auf. Da die Ausbildung der Technischen Universität Berlin im Fach Brauwesen zum Großteil auf dem Gelände stattfand und die TU dort Nutzungsrechte hatte, war Seestraße 13 lange Zeit auch ein Außencampus dieser Universität. Auch die Forschungsbrauerei der TUB befand sich auf diesem Gelände.

## Geschichte

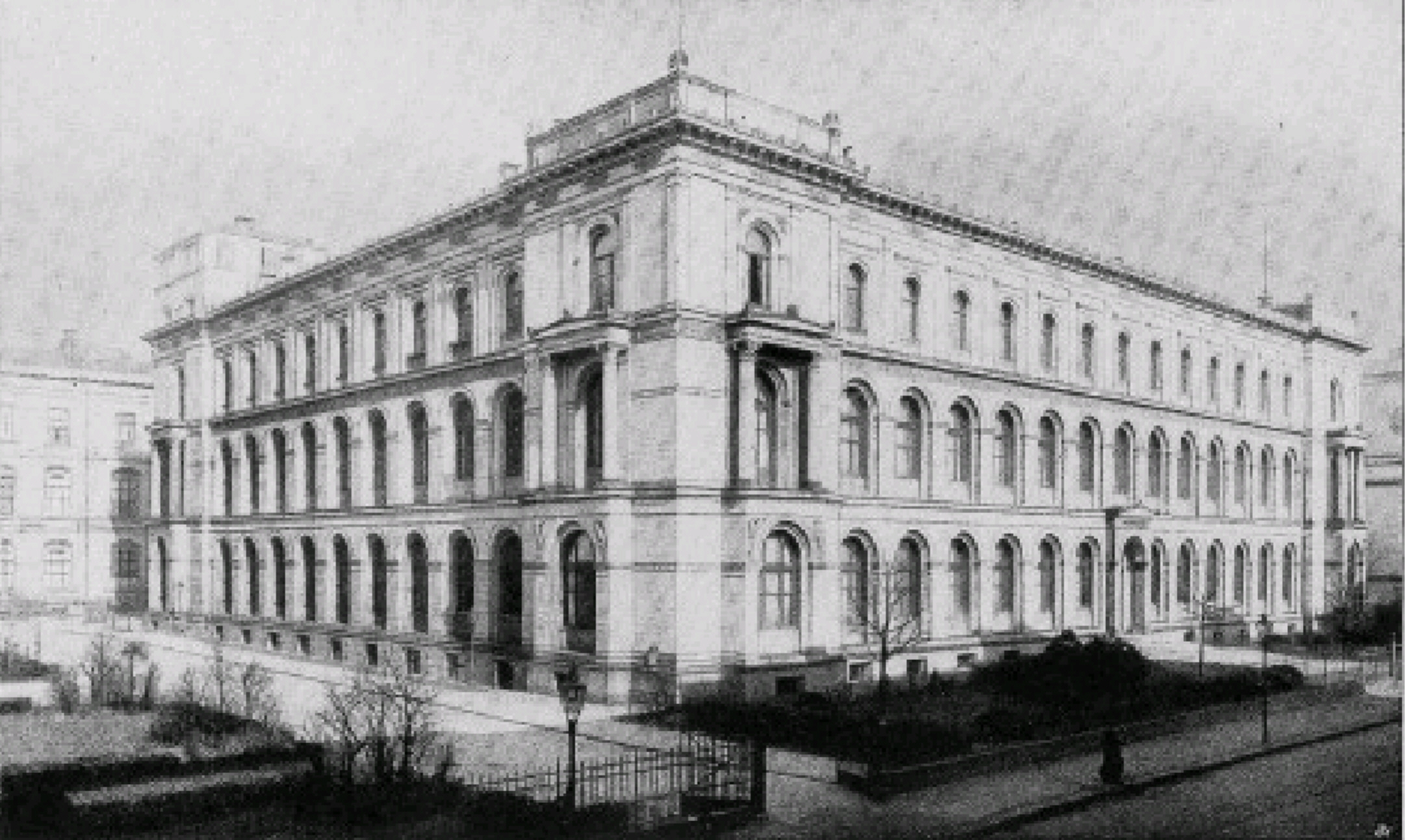
Hauptgebäude der Landwirtschaftlichen Hochschule in der Invalidenstraße, um 1890

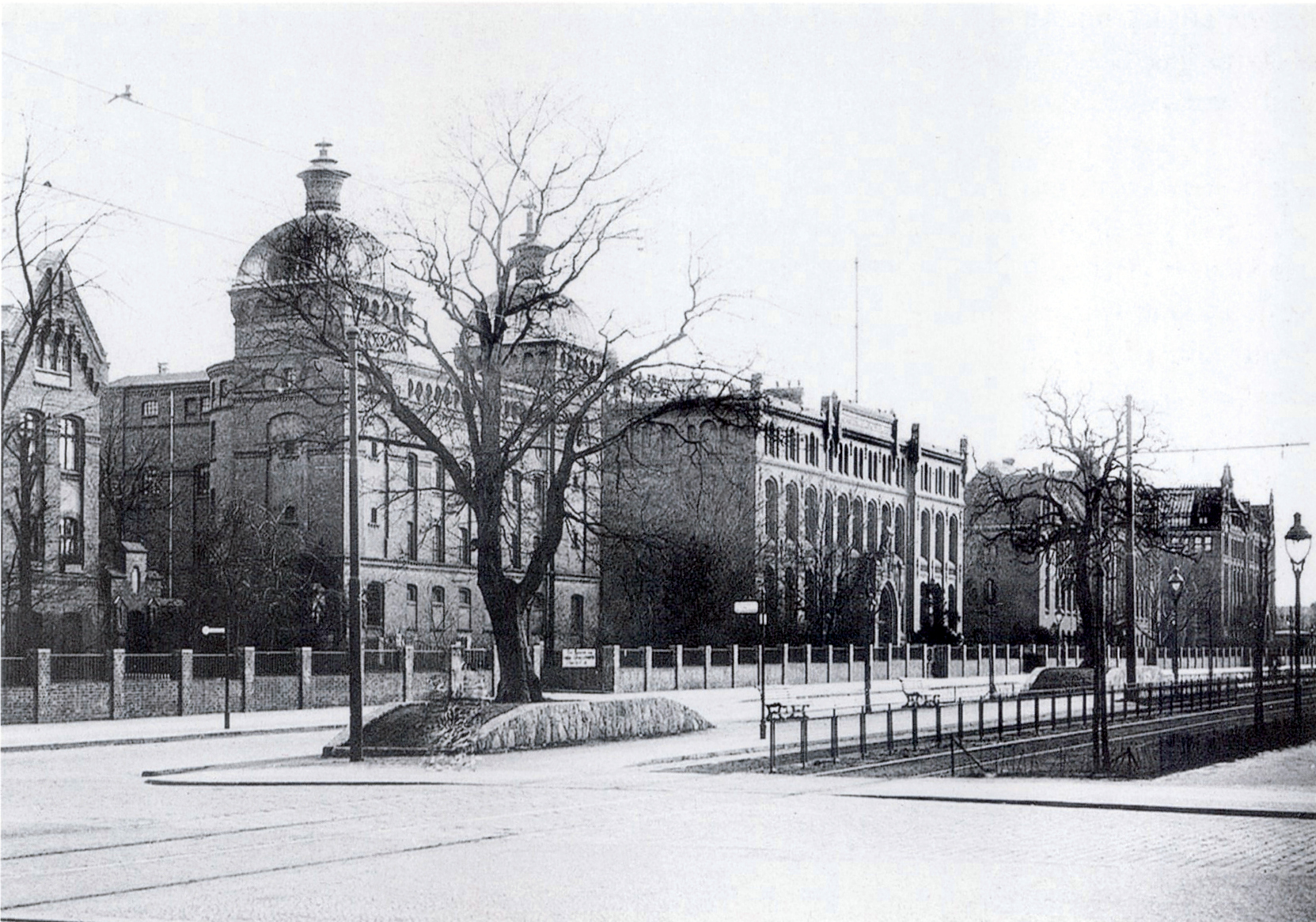
Berlin-Wedding, Seestraße, Versuchs- und Lehrbrauerei, 1910

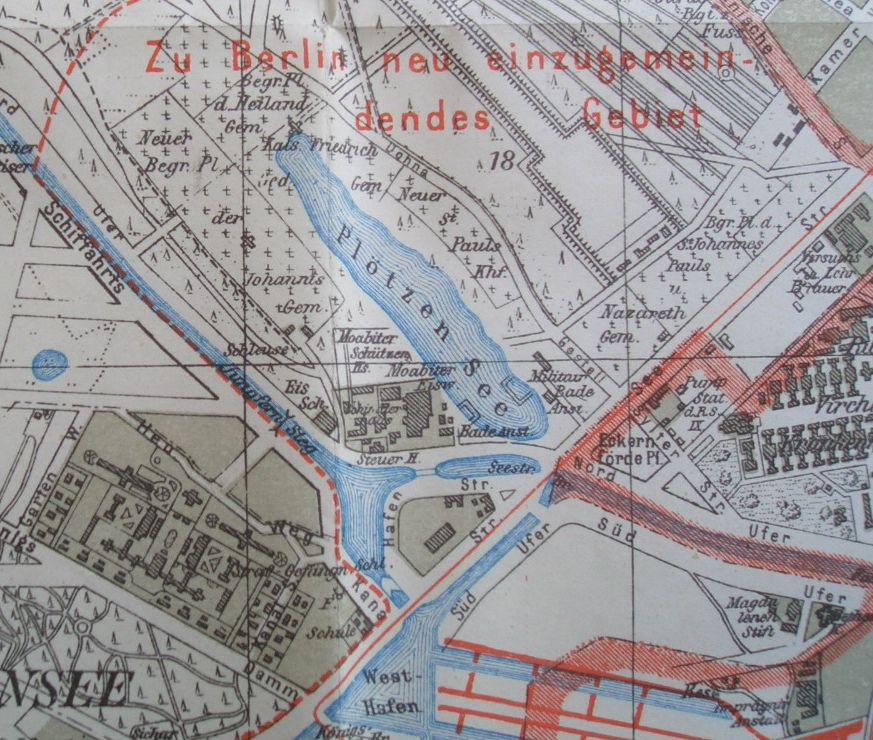
Karte von 1915 mit dem Gelände der VLB am rechten Rand

### Gründung und beteiligte Organisationen
Die Geschichte des Vereins geht auf mehrere Vorgängerorganisationen zurück, die im damals noch außerhalb Berlins liegenden Gutsbezirk Plötzensee am heutigen Standort in der Seestraße angesiedelt wurden. Prägend waren das 1874 gegründete Institut für Gärungsgewerbe des 1854 gegründeten Vereins der Spiritusfabrikanten und die ursprüngliche Versuchs- und Lehranstalt für Brauerei (gegründet 1883 von der Brau- und Malzindustrie). Dem schlossen sich im Laufe des späten 19. und frühen 20. Jahrhunderts der Verein der Stärkeinteressenten in Deutschland, der Versuchsanstalt des Vereins Deutscher Kartoffeltrockner, die Versuchsanstalt der Hefeindustrie (VH), die Versuchsanstalt der Getreidebrennerei und die Versuchsanstalt der Essigfabrikanten an.
Als erste der Einrichtungen, die am Entstehen des heutigen VLB beteiligt waren, wurde 1874 die Versuchs- und Lehranstalt für Spiritusfabrikation (VLSF) des Vereins der Spiritusfabrikanten an der Landwirtschaftlichen Hochschule Berlin errichtet. Der Verein entschied sich für Berlin, das damals Zentrum des deutschen Kartoffelanbaus und Spirituosenhandels war. Organisatorisches Vorbild für das Institut war die Landwirtschaftliche Versuchsstation in Möckern und die von Max Maercker, Ordinarius für Agrikultur-Chemie an der Universität Halle, geleitete landwirtschaftliche Versuchsanstalt, an der der Gründungsdirektor des Instituts für Gärungsgewerbe zuvor tätig war.
Am 19. Dezember 1882 gründeten bei einem Treffen in der Wohnung von Friedrich Goldschmidt im Stammhaus der Patzenhofer Brauerei A.-G. Armand Knoblauch (1832–1905) vom Böhmischen Brauhaus, Richard Roesicke (1845–1903) von der Schultheiss-Brauerei und Max Delbrück (1850–1919) den Verein Versuchs- und Lehranstalt für Brauerei in Berlin. Durch diese Vereinsgründung sollten sich die Ressourcen der Brauwirtschaft, der Wissenschaft und des Staates zusammenfinden, um einerseits die Forschung zum Brauwesen, andererseits aber auch die Ausbildung der Brauer zu fördern. Die Anstalt wurde nach den Vorbildern des 1867 gegründeten Instituts für Zuckerindustrie in Berlin-Wedding sowie der 1876 gegründeten Wissenschaftlichen Station für Brauerei in München gegründet. Während die Münchner Station vor allem durch bayerische Großbrauereien geprägt und auf diese ausgerichtet war, sollte die Anstalt in Berlin vor allem den Interessen der Brauereien aus der Norddeutschen Brausteuergemeinschaft dienen. Insbesondere sollten auch die Interessen der kleineren und mittleren Brauereien gewahrt werden, die zu klein waren, um sich eine aufwendige innerbetriebliche Forschung leisten zu können.
Prägende Betreiber der VLB-Gründung waren der Beamte im preußischen Ministerium für Landwirtschaft Hugo Thiel und der Chemiker Max Delbrück, der bereits seit 1874 Vorsitzender der Versuchsanstalt des Vereins der Spirituosenfabrikation in Deutschland war sowie auf Seiten der Brauereien der damalige Direktor der Schultheiss-Brauerei Richard Roesicke. Delbrück wurde auch erster wissenschaftlicher Leiter der VLB, bis er 1919 starb. Delbrück war später maßgeblich an der Gründung der Kaiser-Wilhelm-Gesellschaft beteiligt, deren Institute meist nach dem organisatorischen Vorbild VLSF/VLB errichtet wurden.

### Beginn des Betriebs
Am 1. Januar 1883 begann die Arbeit der Anstalt mit Publikationstätigkeiten; als erste Publikation der VLB erschien am 24. Februar 1883 die Correspondenz  und am 14. Dezember 1883 erschien die erste Ausgabe der Wochenschrift für Brauerei in der Verlagsbuchhandlung Paul Parey in Berlin.
1888 wurde der VLB durch Königliche Kabinettsorder der Status einer juristischen Person zuerkannt und der Ausbildungsbetrieb begann mit einem ersten Sommerkurs im damaligen Vereinsgelände an der Invalidenstraße, dem aufgrund der großen Nachfrage 1890 ein zusätzlicher Winterkurs auf demselben Gelände folgte. Im selben Jahr genehmigte die preußische Staatsregierung den Bau einer Versuchs- und Lehrbrauerei, aus der später die Hochschul-Brauerei wurde.
Als der Raumbedarf der Institute stieg, die sich Räume in der Landwirtschaftlichen Hochschule teilten, begannen diese zusammen einen Neubau zu planen. 1896 war die Co-Finanzierung durch den preußischen Staat sichergestellt. Der preußische Staat unterstützte die Gründung, indem er Grundstücke und Gebäude zur Verfügung stellte, während die beteiligten Industrieverbände Ausstattung und laufenden Betrieb finanzierten. Seit 1898 befinden sie sich an ihrem jetzigen Standort an der Seestraße im Wedding.
Eine Ernährungsphysiologische Abteilung wurde 1909 ins Leben gerufen und 1910 eine Buchstelle innerhalb der Wirtschaftlichen Abteilung gegründet; 1913 folgte die Geschichtliche Abteilung und die Gründung des Gesellschaft für die Geschichte und Bibliographie des Brauwesens e. V. wurde initiiert.
Während die VLB bis 1903 im Wesentlichen als Fachschule funktionierte, gelang es ihr seitdem auch in der Ausbildung von Brauingenieuren tätig zu sein. Seit 1903 kooperierte die VLB mit der Königlich-Landwirtschaftlichen Hochschule Berlin – die später in der Humboldt-Universität aufging – um einen Studiengang zum Brauingenieur anzubieten. Ab 1933 existiert ein Promotionsrecht.

### 1933 bis 1945
Vor und während des Zweiten Weltkrieges stand im Institut für Gärungsgewerbe und Stärkefabrikation (IfGS) die Forschung zur mikrobiellen Eiweißgewinnung zur Sicherstellung der Ernährung der Bevölkerung im Mittelpunkt. Das IfGS stand bis 1934 unter Leitung des Brauwissenschaftlers Friedrich Hayduck. Dieser beabsichtigte in den Vorstand der Kindl-Brauerei zu wechseln und schlug das NSDAP-Mitglied Hermann Fink als neuen Direktor vor. Er übernahm am 1. Oktober 1934 die Institutsleitung und wurde auch Direktor der VLB. Jüdische oder jüdisch-stämmige Vorstandsmitglieder wurden gedrängt, freiwillig den Vorstand zu verlassen. November 1942 unternahm Fink im Auftrag des deutschen Militärbefehlshabers eine Besichtigungsreise in das besetzte Frankreich, wo er Gärungsbetriebe untersuchte, die Aceton, Butanol oder Ethanol für die deutsche Kriegsindustrie herstellten, vor allem als Ausgangsstoffe für Glycerin und damit für Sprengstoffe.
Bei Luftangriffen am 3. und 4. September 1943 wurden 85 % der Gebäude zerstört.

### Seit 1945

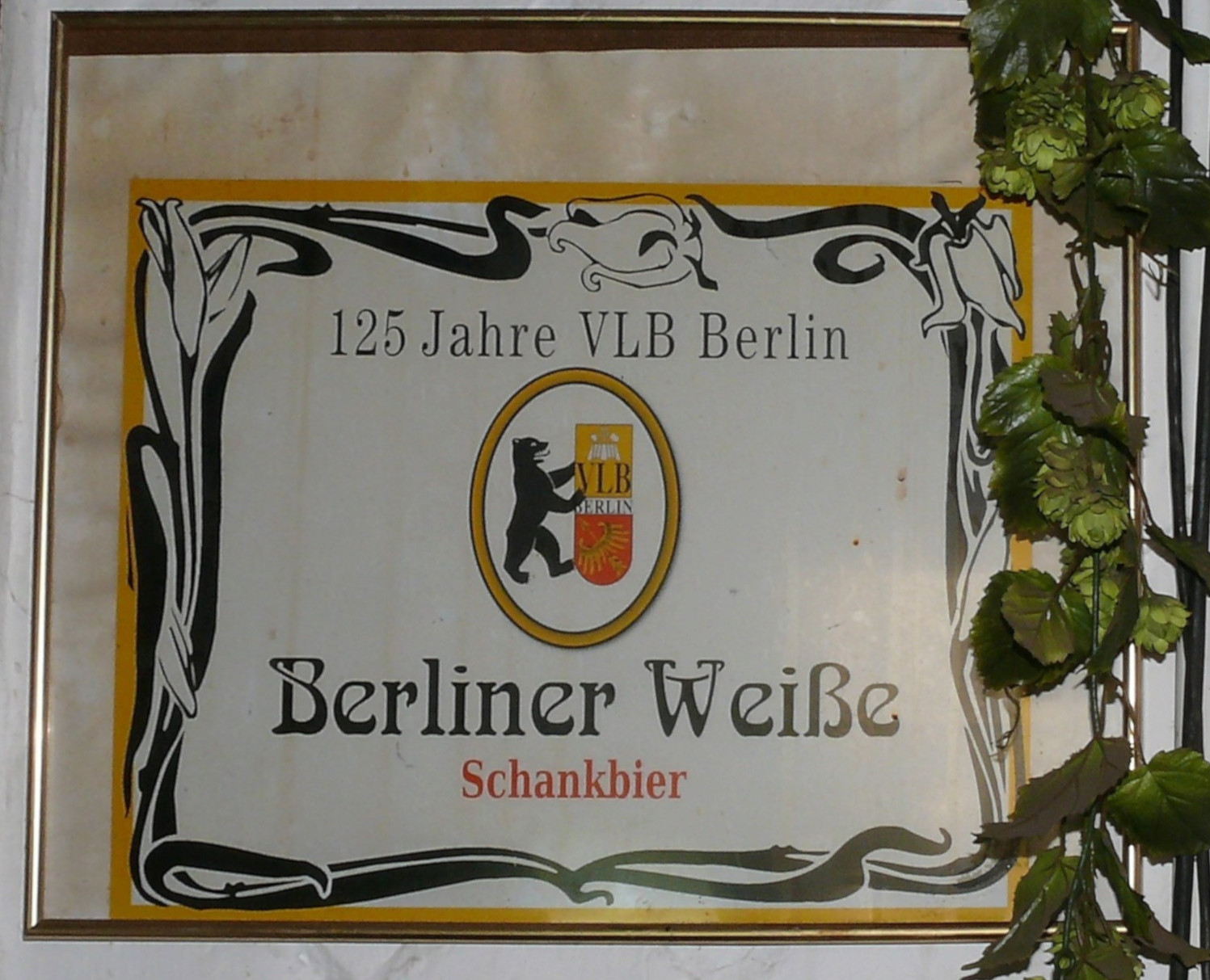
Plakette 125 Jahre VLB Berlin im Zunfthaus der Berliner Brauer

Ab 1945 waren nur noch die VLB, die Versuchsanstalt der Hefeindustrie (VH) und die Versuchs- und Lehranstalt für Spiritusfabrikation (VLSF) als Träger des Geländes und des Instituts für Gärungsgewerbe und Stärkefabrikation zu Berlin übrig. Nach der Teilung der Stadt Berlin wurde die Ausbildung zum Diplom-Braumeister ebenfalls zweigeteilt. In Ost-Berlin führte allein die Humboldt-Universität die Ausbildung fort, während sie in West-Berlin in Kooperation zwischen VLB und Technischer Universität erfolgte. Erster Nachkriegspräsident wurde 1945 Walter Nadolny.
Die Hochschulbrauerei auf dem Gelände gab 1981 ihren Betrieb auf. Als Nachfolge gibt es eine Studienbrauerei, die im wesentlich kleineren Maßstab vor allem zur Ausbildung der Studenten dient. 1981 fand in der Alten Bibliothek des Instituts für Gärungsgewerbe die Gründung der Mitteleuropäischen Brautechnischen Analysenkommission statt.
Seit Dezember 2004 ist die VLB als eingetragener Verein organisiert, der zu diesem Zeitpunkt über 400 Mitglieder hatte. Neben den deutschen Brauereien gibt es auch internationale Mitglieder wie Firestone Walker und New Belgium aus den USA, Boon Rawd Brewery aus Thailand oder Anadolu Efes aus der Türkei. Außerdem gibt es auch Betriebe der nicht-alkoholischen Getränke- sowie der Spirituosenindustrie in der Mitgliedschaft.
2012 musste der langjährige Geschäftsführer Eberhard Weinmann entlassen werden; es ging u. a. um dubiose Finanz-Transaktionen.
Anschließend führte Josef Fontaine die VLB zunächst als Alleingeschäftsführer, ab 2019 dann zusammen mit dem kaufmännischen Geschäftsführer Gerhard Andreas Schreiber.
2022 feierte der Verein sein 140-jähriges Bestehen.

## Aufgaben
Die VLB betreibt mehrere Forschungsinstitute. Darüber hinaus betreibt sie die VLB LaboTech GmbH und das Institut für Gärungsgewerbe und Biotechnologie zu Berlin (IfGB). Bei diesem Institut handelt es sich um den Betrieb einer der vier großen Hefebanken in Deutschland.
Darüber hinaus bietet die VLB praktische Dienstleistungen für die Industrie an: So betreibt sie die Verpackungsprüfstelle, die Getränkeverpackungen aller Art analysiert und Vertragslabor des Deutschen Brauer-Bundes und des Verbandes der deutschen Fruchtsaft-Industrie ist.

### Forschungsinstitute

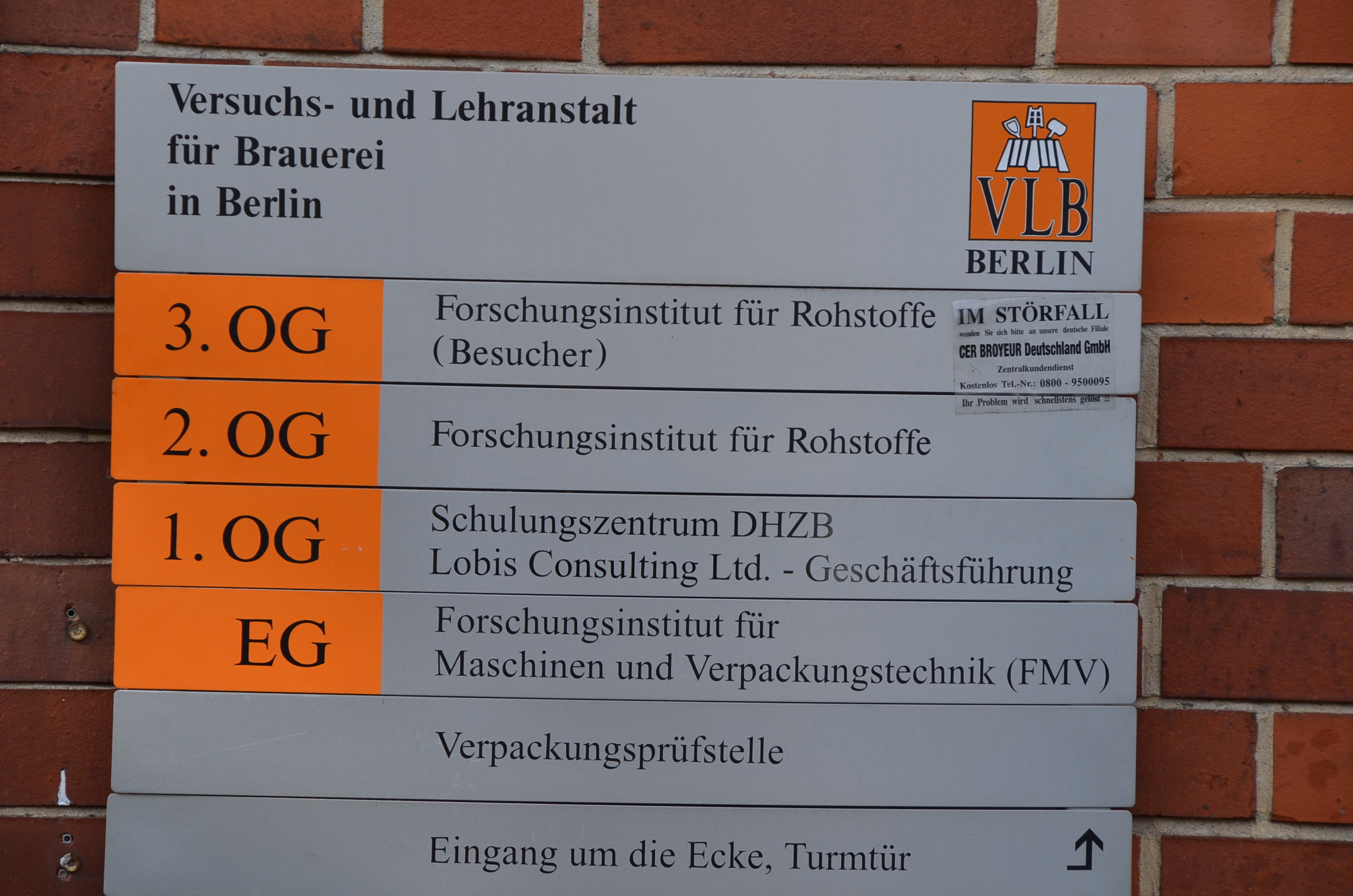
Hinweistafel an der Versuchs- und Lehranstalt für Brauerei

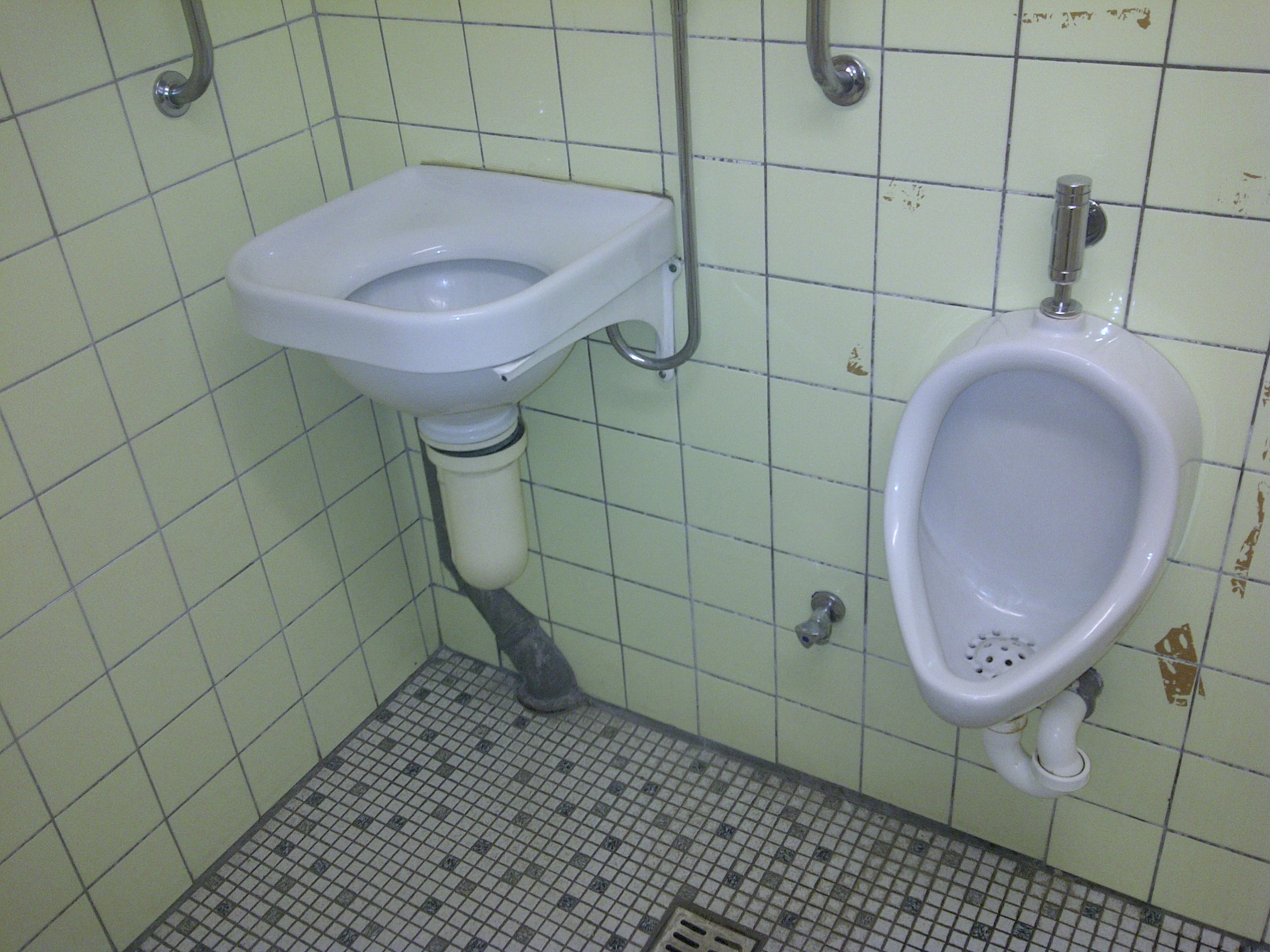
Speibecken zur Entsorgung trinkinduzierter Entledigungen bei Selbstversuchen

Unter dem Dach der VLB Berlin sind aktuell sechs Forschungsinstitute und verschiedene Abteilungen angesiedelt:
- Bier und Getränkeproduktion. Dazu gehören die Verpackungsprüfstelle, das Biologische Labor, die Studienbrauerei und das Projekt-Labor
- Rohstoffe
- Biotechnologie und Wasser
- Instrumentelle Bier- und Getränkeanalytik
- Spirituosen, Analysetechnologie und Sensorik
- Management & Getränkelogistik
- Hefebank: Die VLB bietet ca. 70 verschiedene Hefestämme als Versandware für Brauereien an; kultiviert aber auch einige Wein-, Champagner- und Brennereihefen.[26]

Darüber hinaus ist die VLB alleiniger Gesellschafter der VLB LaboTech GmbH und Betreiber des Instituts für Gärungsgewerbe und Biotechnologie zu Berlin (IfGB) sowie Mitglied der Mitteleuropäischen Brautechnischen Analysenkommission.

### Außenstellen
Nach dem Zweiten Weltkrieg gab es Überlegungen, die VLB von Berlin nach Köln zu verlagern; Rudiment dieser Umzugspläne war das Untersuchungslabor Köln, das sich zum 1. Januar 2006 als Laboratus GbR Köln verselbständigte.
Von 1991 bis 2015 gab es mit Wolfgang Kunze eine VLB-Außenstelle in Dresden.

### Lehre

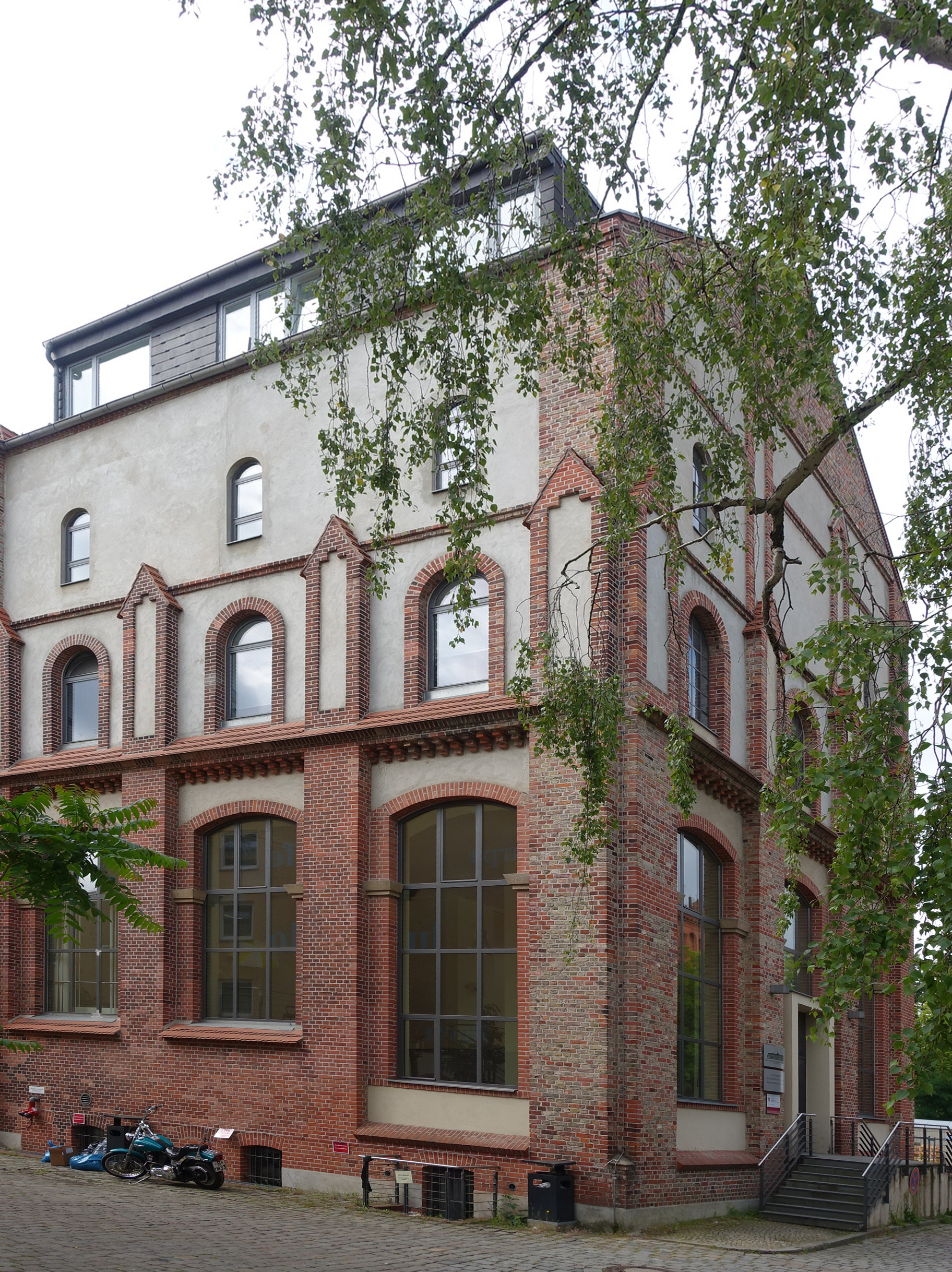
Ehemaliges Sudhaus der Hochschulbrauerei

Die VLB bietet ein umfassendes Programm der Aus- und Weiterbildung an: Angefangen von Schnellkursen Brauwesen für Nichtbrauer, über Weiterbildung für professionelle Brauer und Destillateure, spezielle Kurse für Craft Brauer, einen Studiengang zum Brauwesen und den international renommierten Kurs zum Certified Brewmaster.
1904 wurde in Kooperation mit der Landwirtschaftlichen Hochschule ein viersemestriger Studiengang zum Diplom-Braumeister begründet, der von der TU Berlin und der IHK-Berlin bis 2019 fortgeführt wurde. Seit Oktober 2019 gibt es einen elfmonatigen Vorbereitungskurs auf die Meisterprüfung als Brau- und Malzmeister (HWK).
Studenten an der TU studieren seit 2009 für den Bachelor oder Master of Science Brauerei- und Getränketechnologie. 2018 startete zusätzlich der neuentwickelte Bachelorstudiengang Brauwesen, der im Vergleich zum Studiengang Brauerei- und Getränketechnologie mehr Praxisanteile besitzt. Die VLB unterstützt die Studiengänge finanziell und inhaltlich; so finanziert die VLB beispielsweise die Stiftungsprofessur der TU zum Brauwesen. Die Einrichtungen der TU zum Brauwesen befinden sich auf dem Gelände der VLB, das Studium wird vor allem dort absolviert. Ebenfalls in Zusammenarbeit mit der TU kann an der VLB auch für Promotionen der Ingenieurwissenschaften geforscht werden.
Auf Englisch und Russisch bietet die VLB Kurse zum zertifizierten Braumeister an. Dabei dauern die Kurse auf Englisch sechs Monate, die auf Russisch acht Wochen.

## Gelände

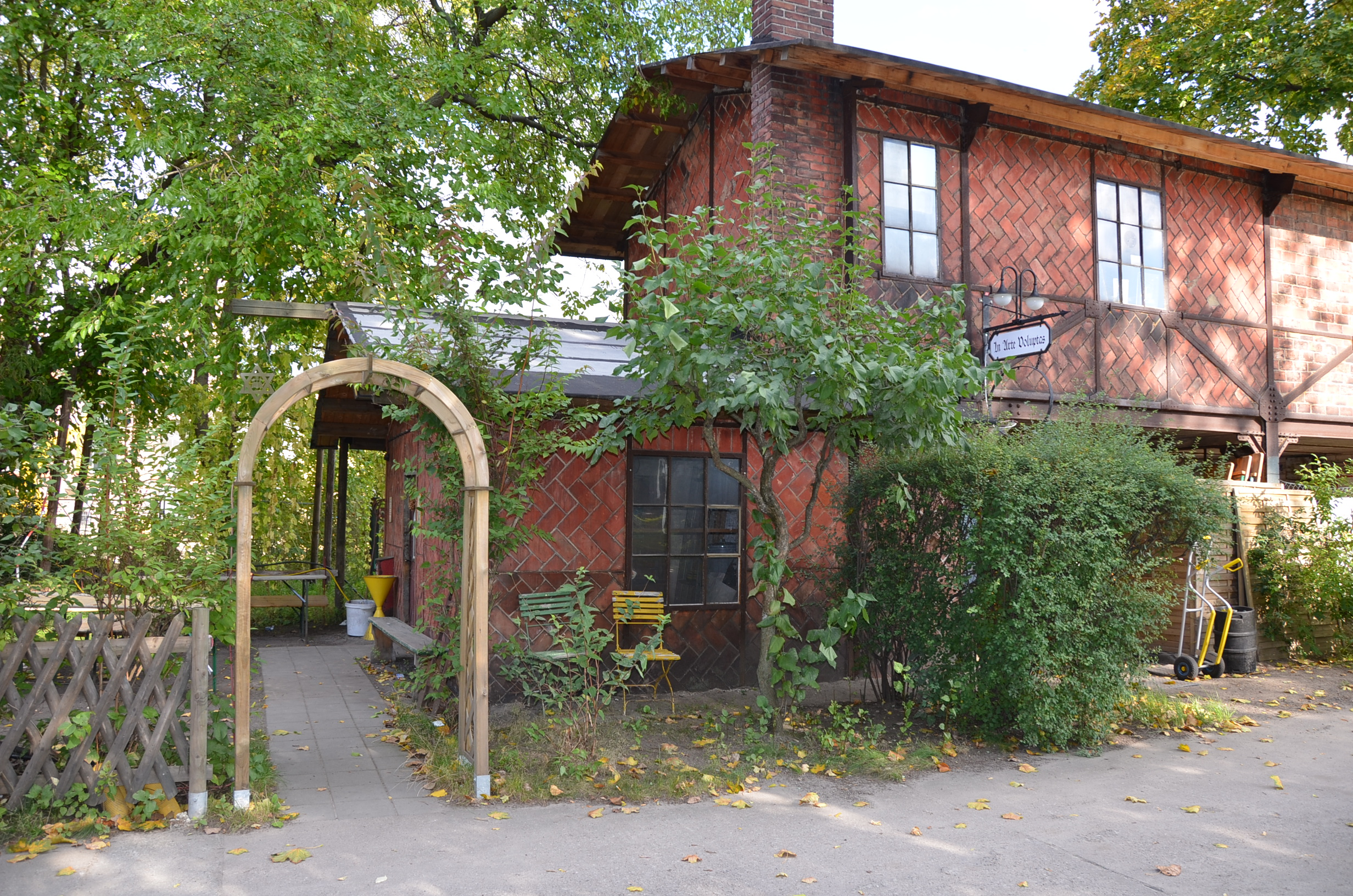
Zunfthaus der Berliner Brauer auf dem hinteren VLB-Gelände

Die VLB lag auf einem knapp 32.000 m² großen Grundstück an der See- Ecke Amrumer Straße in direkter Nachbarschaft des Rudolf-Virchow-Krankenhauses, des Robert Koch-Instituts und des ehemaligen Instituts für Zuckerindustrie mit dem ehemaligen Standort des Zucker-Museums. Das Grundstück gehört dem Land Berlin und ist der VLB und der TU Berlin zur dauerhaften Nutzung übertragen worden.
Prägendes Gebäude war das ab 1891 errichtete neugotische Hauptgebäude direkt an der Seestraße. Weitere denkmalgeschützte Gebäudeteile sind ein Mittelbau von 1936/1937 mit der Alten Bibliothek, das Labor- und Bibliotheksgebäude von 1896/1897, ein spätklassizistischer Backsteinbau und das sogenannte Lübecker Tor von 1901, ein Torbau nach Vorbildern der märkischen Backsteingotik, der heute einen Trafo für den Anschluss der VLB an das öffentliche Stromnetz beherbergt.
In der Nacht vom 3. zum 4. September 1943 wurden rund 85 Prozent der Gebäude zerstört.

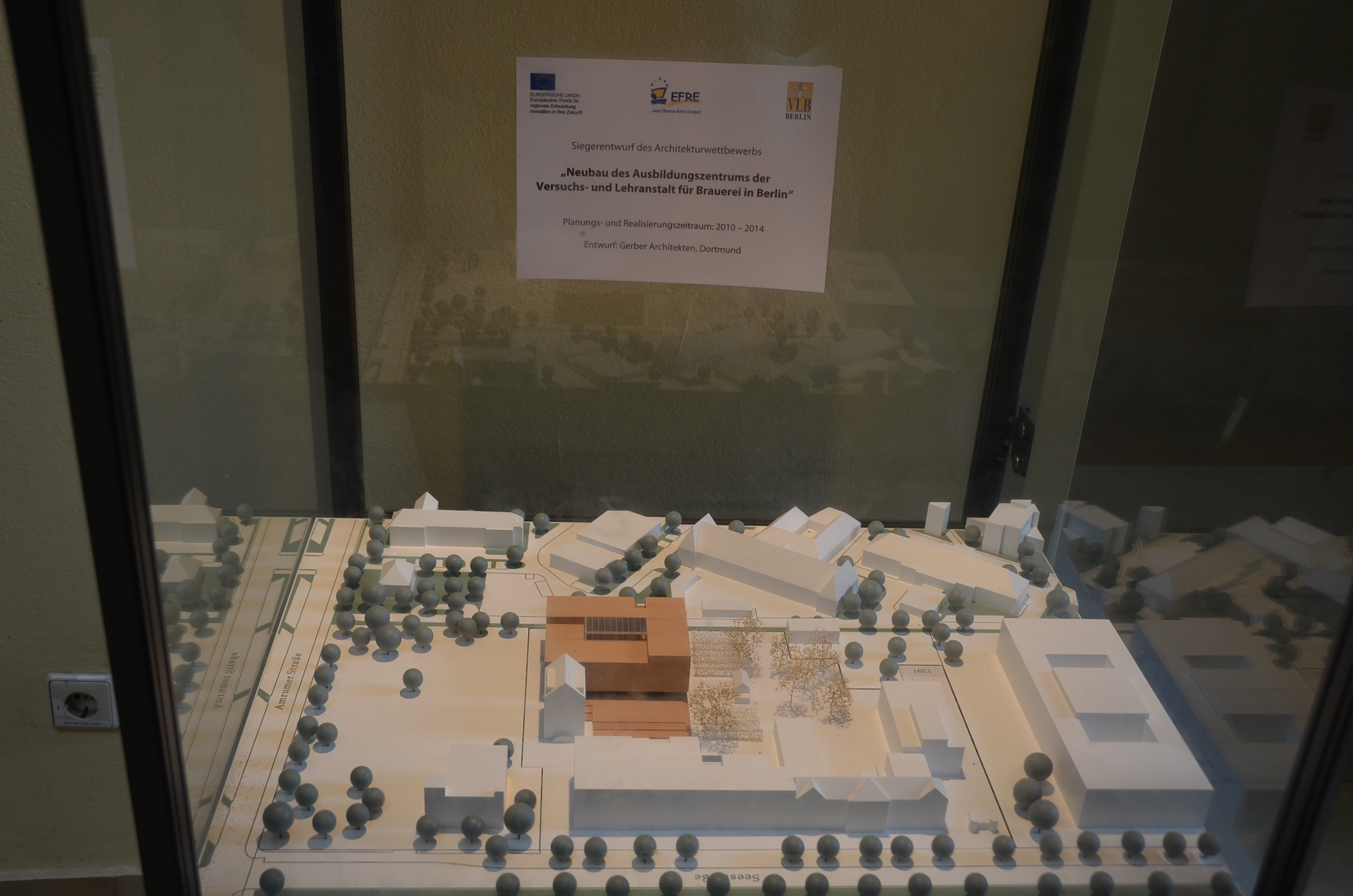
Gebäude im Modell

Auf dem Gelände liegt seit 2008 ein Hopfengarten, in dem 14 Hopfenpflanzen verschiedener Sorten gezogen werden. Diese dienen vor allem dazu, den Studenten die Hopfenzucht zu veranschaulichen. Die Ernte wird in der einrichtungseigenen Studienbrauerei verwertet. Teile des Geländes werden vom Deutschen Herzzentrum und der TU Berlin genutzt, die hier unter anderem Labore untergebracht haben.
Auch die Diskothek Kral, Nachfolger des Tanzlokals Joe am Wedding, befand sich auf dem Gelände im ehemaligen Festsaal der Hochschulbrauerei. Dieses Gebäude wurde wie die Brennerei und einige weitere mittlerweile abgerissen.

## Neubau

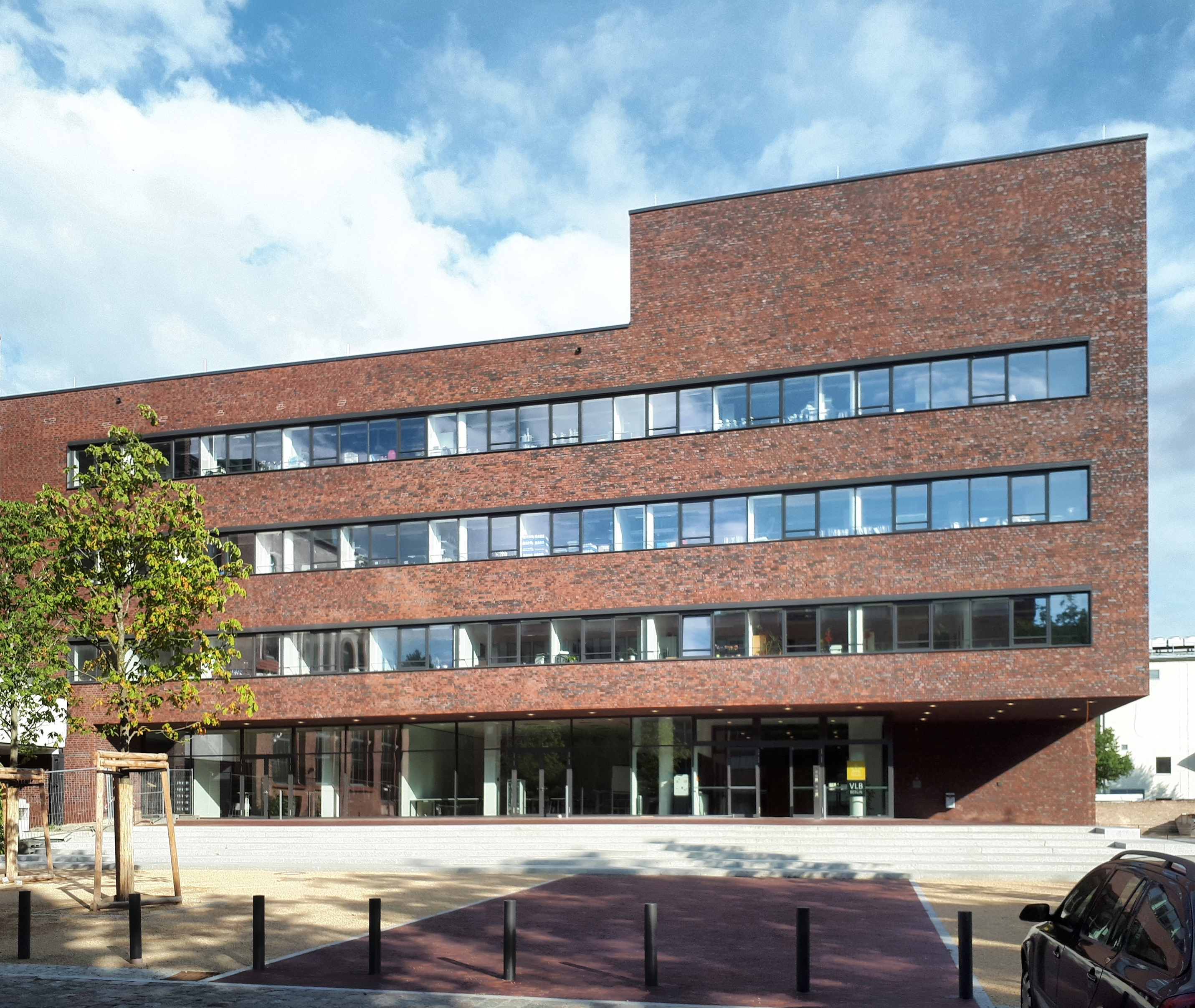
VLB-Neubau

Das neue Aus- und Fortbildungszentrum wurde am 16. Oktober 2017 eingeweiht und schafft größere Kapazitäten für die Aus- und Fortbildung. Der Bau sollte insgesamt 27 Millionen Euro kosten und wurde vor allem aus Mitteln der Europäischen Union finanziert, sowie mit Landes- und Bundesmitteln. Angesichts der Bauzeitverlängerung von mehr als zwölf Monaten erhöhten sich die Baukosten auf rund 35 Millionen Euro. Auf rund 6000 m² Nutzfläche wurden moderne Labor-, Seminar- und Büroräume sowie ein modernes Mälzerei- und Getränketechnikum errichtet. Der Altbau des Instituts für Gärungsgewerbe ist in die Nutzung der TU Berlin übergegangen und soll in den kommenden Jahren unter Beachtung des teilweise bestehenden Denkmalschutzes renoviert werden.

### Wilfried-Rinke-Brauerei-Technikum
Das nach Wilfried Rinke benannte Brauerei-Technikum befindet sich im Souterrain des Neubaus. Es besteht aus
- einem 5-hl-Sudwerk von Esau & Hueber, das dem neuesten Stand der Brauereitechnologie entspricht,
- einem 2,5-hl-Sudwerk von Steinecker, das aus der bisherigen Studienbrauerei übernommen wurde,
- einer vollautomatisierten 5-l-Miniaturbrauerei.

### Bibliotheken
Im Neubau der VLB gibt es zwei brauwissenschaftliche Bibliotheken, die von privaten Organisationen getragen werden. Sie stehen den Mitarbeitern der VLB und allen Studenten, Wissenschaftlern und der interessierten Öffentlichkeit zur Verfügung.
Axel-Simon-Bibliothek
Die neue Fachbibliothek der VLB für Biotechnologie und Gärungsgewerbe wurde nach Axel Th. Simon benannt; im Eingangsbereich der neuen Bibliothek wurde eine Eisenbüste aufgestellt, die von dem Wormser Bildhauer Karlheinz Oswald geschaffen wurde. Die Axel-Simon-Bibliothek (ASB) besteht aus etwa 10.000 Büchern, 2.000 Dissertationen und Diplomarbeiten sowie ca. 12.000 Zeitschriftenbände.
Schultze-Berndt-Bibliothek
Wie zuvor bei der Lorberg-Bibliothek des Instituts für Gärungsgewerbe ist die mit über 5000 Werken zur Geschichte des Brauwesens bestückte Schultze-Berndt-Bibliothek (SBB) der Gesellschaft für Geschichte des Brauwesens der Anstalts-Bibliothek beigeordnet. Sie ist benannt nach dem langjährigen Geschäftsführer der VLB Hans Günter Schultze-Berndt (1927–1996). Der Buchbestand der Schultze-Berndt-Bibliothek ist über einen online zugänglichen Katalog recherchierbar.

## Personen der VLB
Präsidenten und Vorsitzende der VLB
- Richard Roesicke, ab 1883
- Friedrich Goldschmidt, ab 1894
- Bernhard Knoblauch, ab 1902
- Walter Sobernheim, ab 1925
- Werner Janke, ab 1933
- Walter Nadolny, ab 1945
- Hans Sixtus, ab 1955
- Heinz Tietze, ab 1976
- Wilfried Rinke, ab 1980
- Axel Th. Simon, ab 1989
- Mike Eberle, ab 2014
- Ulrich Rust, ab 2015

Ehrenpräsidenten
- Wilfried Rinke (1931–2025), seit 1999; von 1980 bis 1988 Vorsitzender des Verwaltungsrates der VLB Berlin
- Axel Th. Simon (1943–2018), seit 2014

Ehrenvorsitzender
- Kommerzienrat Bernhard Knoblauch

Ehrenmitglieder
- Hugo Thiel
- Emil Christian Hansen
- F. Henrich
- G. Sedlmayr
- Adolphus Busch
- Carl J. Jacobsen
- Emil Fischer
- Eduard Buchner
- Carl Lintner sen.
- C. J. Lintner
- Johann Edler von Medinger sen.
- Carl von Linde
- Auguste Fernbach
- M. W. Beijerinck
- Horace T. Brown
- Henri van Laer
- Jul. E. Thausing
- A. Cluß
- Bernhard Knoblauch
- G. Wernecke
- Peter Klason
- Georg Haase
- Hans von Euler-Chelpin
- Anton Lindemann
- Walter Nadolny.

Ehrennadel in Gold
- Axel Th. Simon
- Ulf Stahl
- Isara Khaola-jead
- Wilfried Rinke
- Reinhold Schildbach
- Hans-J. Manger
- Wolfgang Kunze
- Gerolf Annemüller